# Austria ai Giochi della IV Olimpiade
L'Austria partecipò ai Giochi della IV Olimpiade che si sono svoli a Londra dal 27 aprile al 31 ottobre 1908, con una delegazione di sette atleti impegnati in quattro discipline.